# سید ضیاءالدین شادمان
سیدضیاءالدین شادمان (زاده ۱۵ آذر ۱۳۰۲، محله پامنار – درگذشته ۲۲ اسفند ۱۳۸۷، مونترال کانادا)، ورزشکار و سیاست‌مدار ایران دوران محمد رضا شاه پهلوی بود. ریاست شهرداری تهران مهم‌ترین پست اجرایی وی در زمان حیاتش بود. وی به موجب کفایت و مدیریت ممتاز موفق به کسب نشان درجه ۳ همایون شد.

## دوران جوانی
شادمان در پانزدهم آذر هزار و سیصد و دو شمسی در محله پامنار به دنیا آمد. تحصیلات ابتدایی را در مدرسه رودکی تهران و تحصیلات متوسطه دبیرستان را در دارالفنون تهران گذراند. پس از پایان تحصیلات در دانشکده حقوق دانشگاه تهران راهی اروپا شد و دوره دکتری دانشکده حقوق دانشگاه سوربن پاریس را به پایان رسانید. پایان‌نامه دکترا او در زمینه اتحادیه کارگری در ایران بود.

## ورزش
شادمان قهرمان کشور در رشته‌های والیبال و بسکتبال و عضو تیم ملی بسکتبال ایران و با تیم ایران در بازی‌های المپیک تابستانی ۱۹۴۸ لندن شرکت نمود و در سه مسابقه برای این تیم به میدان رفت. او بعدها رئیس فدراسیونهای والیبال و بسکتبال کشور، عضو کمیته ملی المپیک ایران و معاون نخست‌وزیر و سرپرست سازمان تربیت بدنی ایران بود. دکتر محمد بنایی بنیان‌گذار پیش آهنگی در ایران و مدرس دانشگاه ورزش در معرفی شادمان چنین گفته‌است: «ضیاء شادمان ورزشکاری قوی، مردی درستکار، وطن پرست به حد اعلی، خوش محضر و دوست داشتنی است. ورزش ایران به این مرد مدیون است.»

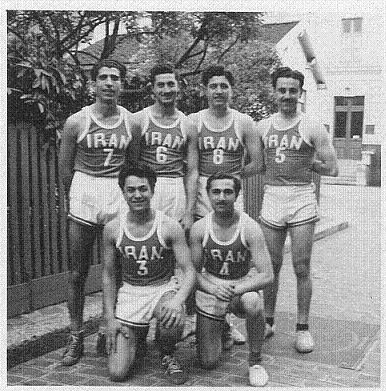
سید ضیاءالدین شادمان در تیم ملی بسکتبال ایران در المپیک لندن

## امور تعلیم و تربیت
شادمان استاد انستیتوی علوم بانکی، دوره فوق‌لیسانس رشته بیمه، و اولین مترجم مقررات بین‌المللی والیبال و بسکتبال و نویسنده آیین‌نامه‌های این ورزش‌ها بود. او ترجمه‌هایی در مورد مطالب تاریخی برای نشریات مختلف داشته‌است. مترجم کتاب به پا خواستگان بود.

## امور مربوط به وسائل ارتباط جمعی
او سال‌ها در رادیوی ایران مشغول به کار بوده‌است. او مسیول تهیه و اجرای برنامه روزانه اخبار ورزشی رادیو ایران و اولین مفسر و گزارشگر مسابقات ورزشی به‌طور زنده بوده‌است. از کارهای او تهیه برنامه هفتگی «رضا شاه در پیشگاه تاریخ»، تهیه برنامه هفتگی «شهری در دل شهر ما»، تهیه برنامه روزانه «چرا کارفرما نشویم» و عضو هیت ۵ نفری انتخاب بهترین برنامه‌های سال رادیو ایران بود.

## سمت‌های اجرایی
او به عنوان کارمند وزارت دارایی شروع بکار نمود و سپس معاون سازمان جیره‌بندی گردید. از سمتهای اجرایی او می‌توان به موارد زیر اشاره نمود.
- عضو هیت مدیره و معاون مدیر عامل شرکت سهامی بیمه ایران
- مدیر کل وزارت دارایی
- مدیر عامل فروشگاه فردوسی
- نماینده حوزه جیرفت در مجلس شورای ملی
- نماینده مجلس و عضو هیت رییسه مجلس شورای ملی کارپرداز اول
- شهردار تهران: دوران ریاست او بر شهرداری تهران را می‌توان یکی از پرماجراترین شهردارهای تهران نامید. شادمان بسیاری از مدیران و کارکنان شهرداری را اخراج نمود. حاشیه‌های این اقدام در نهایت دامن او را گرفت و او مجبور به استعفا از این سمت شد.[۵]
- استاندار استان مرکزی
- معاون نخست‌وزیر در امور اجتماعی
- وزیر مشاور و معاون نخست‌وزیر در امور پارلمانی
- مؤسس و دبیر انجمن تحصیلکرده‌های اروپا
- قائم مقام تولیت آستانه مبارکه حضرت عبدالعظیم [۲]

## زندگی در تبعید

اعضای شوراي جشنهای ۲۵۰۰ ساله در يك جلسه به رياست جواد بوشهری از راست: باقر پيرنيا، غلامعلي اويسي، جواد بوشهري، حسن زاهدي، مهدي شيباني و ضياءالدين شادمان

شادمان پس از انقلاب ۱۳۵۷ در تبعید می‌زیست. اما در این سال‌ها دست از فعالیت برنداشت. او در در طی سال‌های دور از وطن به اشاعه و معرفی فرهنگ و ادب فارسی می‌پرداخت. راه اندازی انجمن دوستداران فرهنگ و ادب ایران، انجمن حافظ خوانی، و برقراری گردهم آئی‌های متعدد و تورهای دسته جمعی برای مهاجرین ایرانی ساکن در خارج از کشور گوشه‌ای از فعالیت‌های فرهنگی او در دوران تبعید او بود. شادمان در ۲۲ اسفند ۱۳۸۷ در مونترال، کانادا درگذشت.
خیابان شادمان تهران به افتخار این فرد نامگذاری شده‌بود.